# Сирњик
Сирњик (слч. Sirník) насељено је мјесто са административним статусом сеоске општине (слч. obec) у округу Требишов, у Кошичком крају, Словачка Република.

## Становништво
| Година:    | 1994. | 2004.   | 2014.   | 2024.   |
| ---------- | ----- | ------- | ------- | ------- |
| Број људи: | 592   | 603     | 598     | 550     |
| Разлика:   |       | +1,85 % | -0,82 % | -8,02 % |

| Година:    | 2023. | 2024.   |
| ---------- | ----- | ------- |
| Број људи: | 552   | 550     |
| Разлика:   |       | -0,36 % |

Према подацима о броју становника из 2011. године насеље је имало 625 становника.